# Nécrobotique

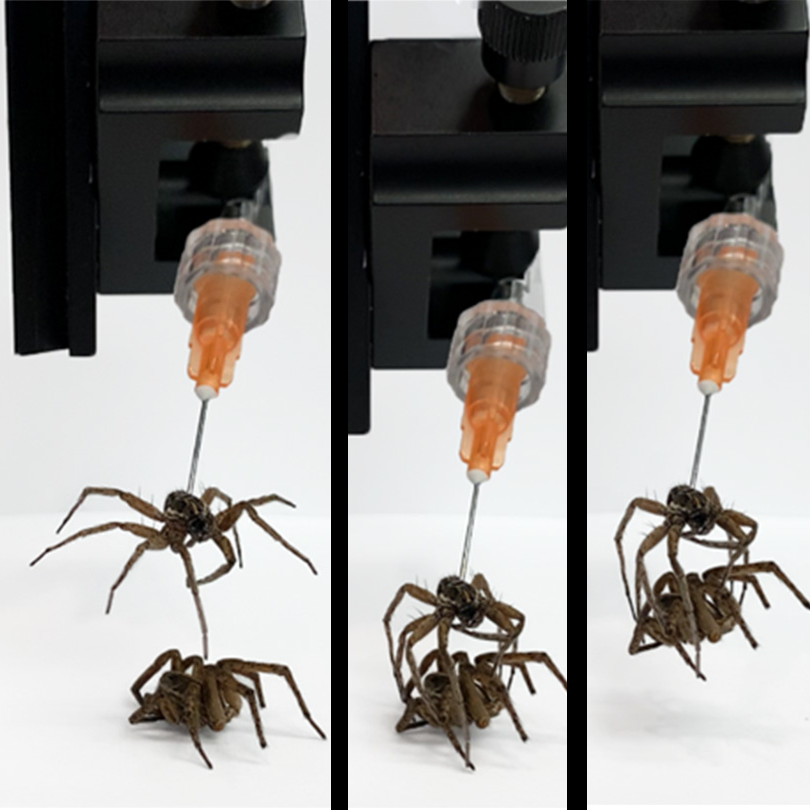
Démonstration du concept.

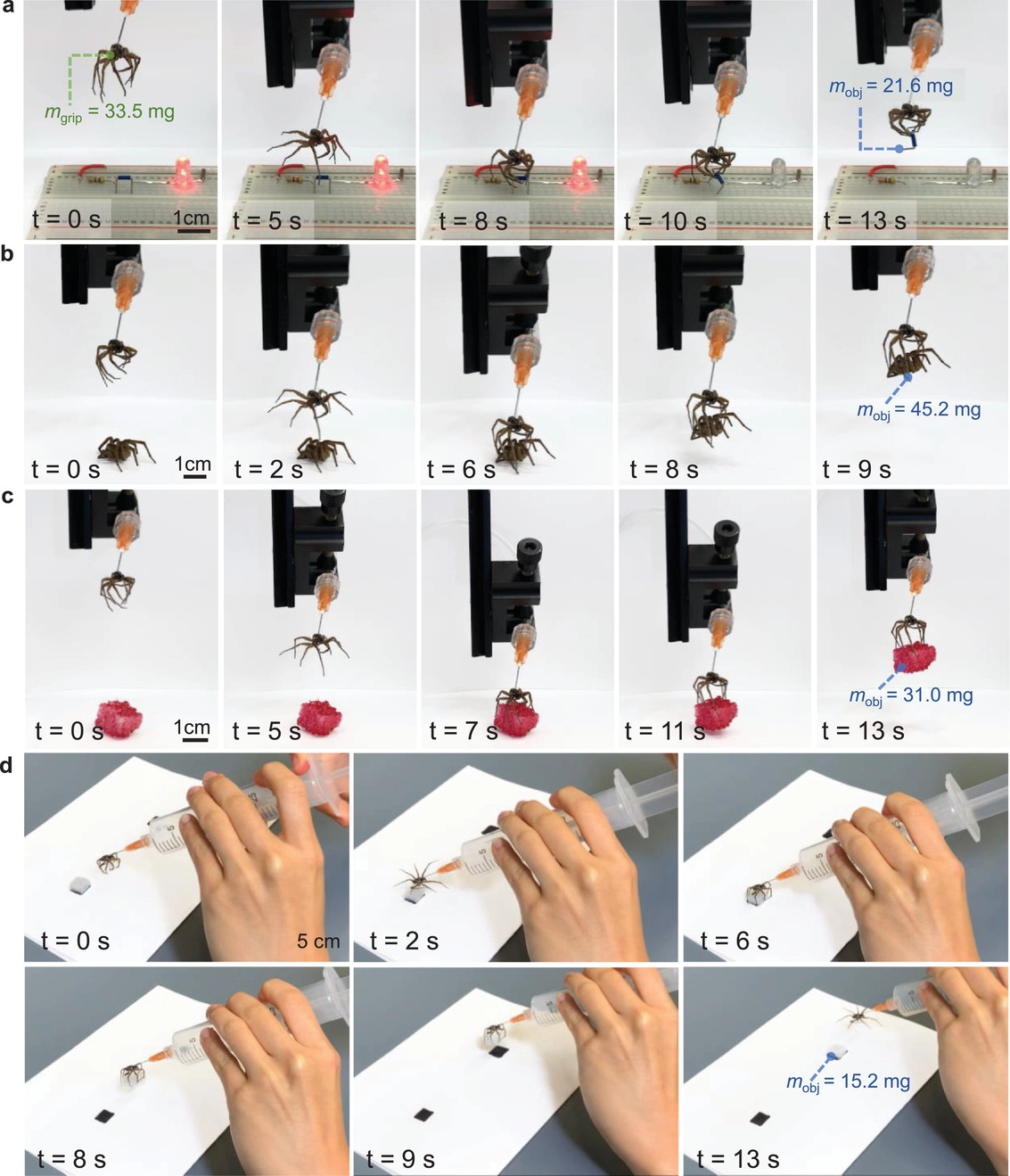
Une pince réalisée à partir d'un corps d'araignée utilisée pour ramasser des objets.

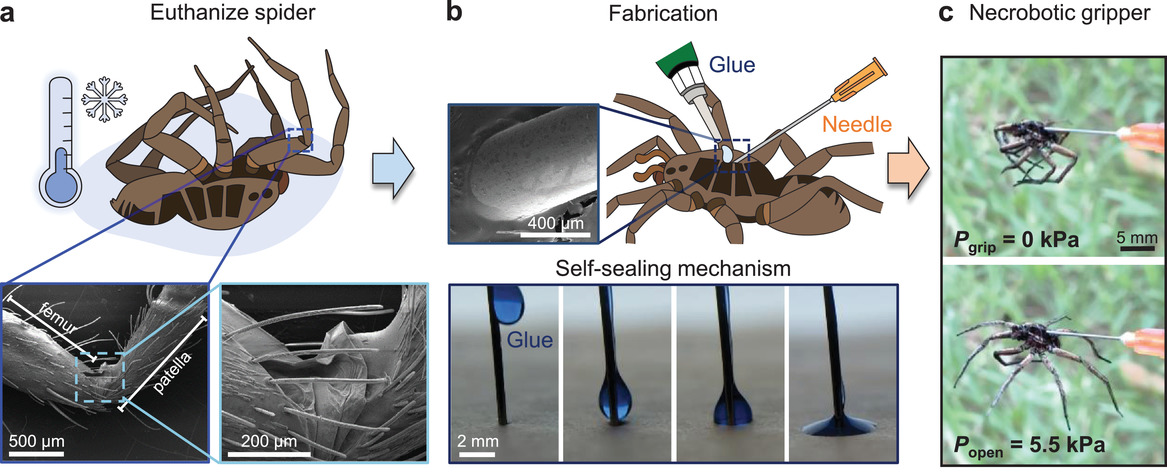
Explication de la procédure.

La nécrobotique consiste en l'utilisation d'éléments biologiques issus de cadavres  en tant que composants robotiques.
En juillet 2022, des chercheurs du Preston Innovation Lab à l'Université Rice (Houston, Texas) ont publié un article dans Advanced Science introduisant ce concept et démontrant ses capacités en réutilisant des araignées mortes en tant que pinces, en augmentant ou diminuant la pression pneumatique dans le prosome à l'aide d'une seringue, pour écarter ou contracter leurs pattes,,. En 2023 ces travaux ont reçu le Prix Ig-Nobel d'ingénierie mécanique.